# Operațiunea Hardtack

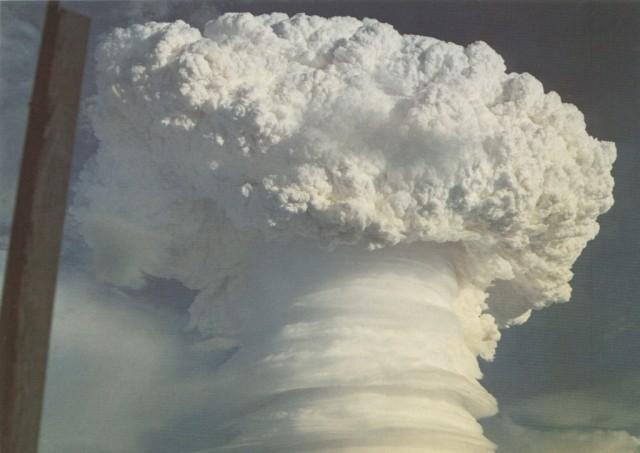
Hardtack Oak - norul în formă de ciupercă la Eniwetok.

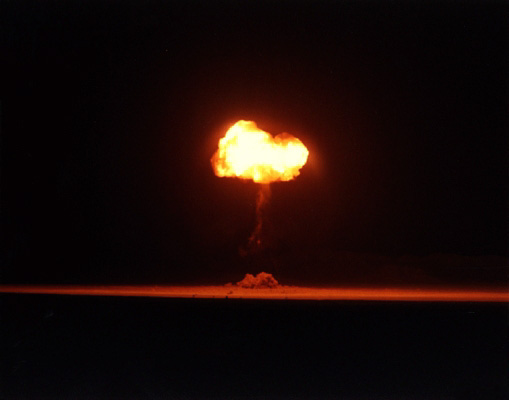
Hardtack Socorro - norul în formă de ciupercă la Nevada Test Site.

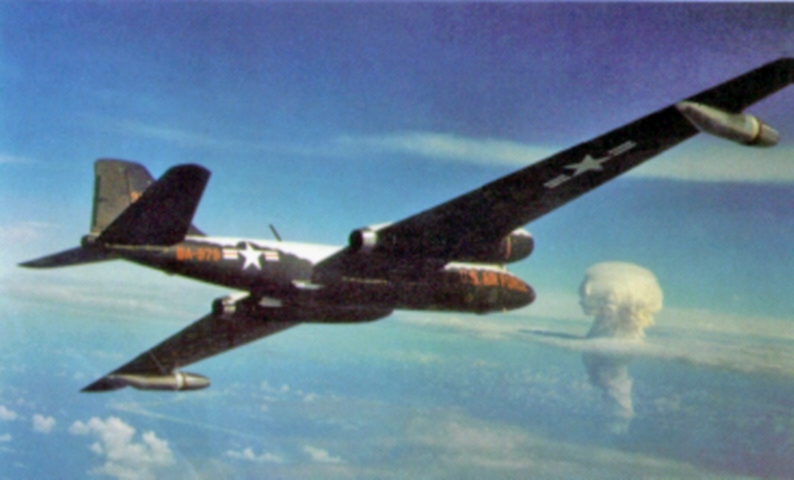
Un bombardier RB-57 Canberra înregistrează Hardtack Juniper la Eniwetok.

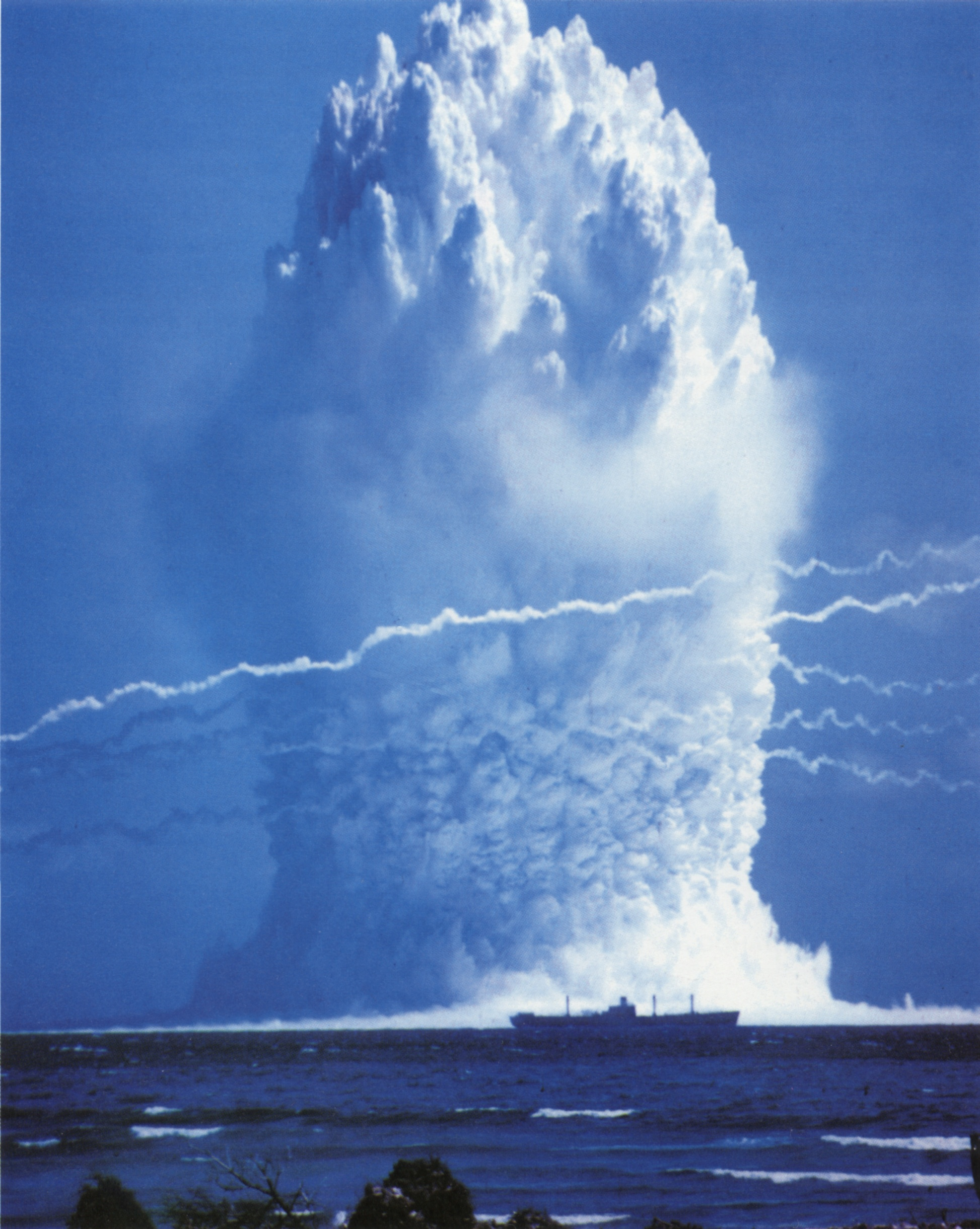
Hardtack Umbrella, detonare subacvatică în apropiere de Eniwetok.

Operațiunea Hardtack I & II a reprezentat o serie de testari nucleare, în număr de 72, efectuate de Statele Unite ale Americii în 1958. Hardtack I a fost efectuat în Oceanul Pacific, la Bikini Atoll, Enewetak Atoll, și Johnston Island. 
Hardtack II a fost efectuat mai târziu, tot în același an la Nevada Test Site, în timp ce Statele Unite au efectuat în secret Operațiunea Argus în sudul Oceanulului Atlanic în luna septembrie. Hardtack II a constat exclusiv din testări la randament atmosferic scăzut, testări subterane, și 17 teste de siguranță ,,one-point.
Cu moratoriu de testare la orizont, laboratoare de arme americane s-au grăbit să proiecteze foarte multe modele noi de arme. După concluziile testului Hardtack II, Statele Unite ale Americii au anunțat un moratoriu unilateral de testare, la care Uniunea Sovietică a aderat până în septembrie, 1961. În septembrie 1961, Uniunea Sovietică a reluat testele nucleare, astfel Statele Unite au urmat aceași tactică, declanșând Operațiunea Nougat. Operațiunea Hardtack a fost precedata de Operațiunea Plumbbob.
Toate rachetele, din Operațiunea Hardtack I, au fost lansate sub forma unor focuri de artilerie trase asupra unor ambarcațiuni care înregistrau detaliile obținute în urma exploziilor nucleare, în timp ce în Operațiunea Hardtack II testele au fost efectuate în subteran. 
Se menționează astfel:

## Hardtack I - Detaliile detonărilor
| Numele Testului | Data            | Locația         | Incarcatura   | Note |
| --------------- | --------------- | --------------- | ------------- | --- |
| Yucca           | 28 aprilie 1958 | Enewetak        | 1.7 kilotone  | 85nm NE of Enewetak, balon de încercare la înaltă altitudine, testat la 26.2128 kilometerii pentru dezvoltarea ABM                    |
| Cactus          | 5 mai 1958      | Enewetak        | 18 kilotone   | Testarea armei Mark-43 Primary 11°33′09″N 162°20′50″E / 11.55250°N 162.34722°E, care, actual întră sub incidența Runit Dome           |
| Fir             | 11 mai 1958     | Bikini Atoll    | 1.36 megatone | Folosind însa 93.4 % din încarcatură                                                                                                  |
| Butternut       | 11 mai 1958     | Enewetak        | 81 kilotons   | TX-46 test, primary only |
| Koa             | 12 mai 1958     | Enewetak        | 1.37 megatone | Testarea XW-35 ICBM (InterContinental Balistic Missile) - Rachetă Balistică Intercontinentală                                         |
| Wahoo           | 16 mai 1958     | Enewetak        | 9 kilotons    | Testare subacvatică la mare adâncime (975.36 metri )                                                                                  |
| Holly           | 20 mai 1958     | Enewetak        | 5.9 kilotone  | |
| Nutmeg          | 21 mai 1958     | Bikini Atoll    | 25.1 kilotons | |
| Yellowwood      | 26 mai 1958     | Enewetak        | 330 kilotone  | Testarea TX-46, încarcatura fiind vehiculată ca fiind de 2.5 megatone                                                                 |
| Magnolia        | 26 mai 1958     | Enewetak        | 57 kilotone   | |
| Tobacco         | 30 mai 1958     | Enewetak        | 11.6 kilotone | În etapa a doua a testarii, încarcatura nu a reușit să se aprindă                                                                     |
| Sycamore        | 31 mai 1958     | Bikini Atoll    | 92 kilotone   | Testare eșuată, încarcatura fiind vehiculată ca fiind de 5 megatone                                                                   |
| Rose            | 2 iunie 1958    | Enewetak        | 15 kilotone   | Testare eșuată, încarcatura fiind vehiculată ca fiind de 125 kilotone                                                                 |
| Umbrella        | 8 iunie 1958    | Enewetak        | 8 kilotone    | Detonare subacvatică la mică adâncime {45.72 metri}                                                                                   |
| Maple           | 10 iunie 1958   | Bikini Atoll    | 213 kilotone  | Încarcatura fiind vehiculată ca fiind de doar 89 % din capacitatea totală                                                             |
| Aspen           | 14 iunie 1958   | Bikini Atoll    | 319 kilotone  | Detonată în craterul Castle Bravo |
| Walnut          | 14 iunie 1958   | Enewetak        | 1.45 megatone | |
| Linden          | 18 iunie 1958   | Enewetak        | 11 kilotons   | |
| Redwood         | 27 iunie 1958   | Bikini Atoll    | 412 kilotons  | |
| Elder           | 27 iunie 1958   | Enewetak        | 880 kilotone  | |
| Oak             | 28 iunie 1958   | Enewetak        | 8.9 megatone  | TX-46 fiind reproiectat de testare la încarcatură maximă, testul a fost un succes.                                                    |
| Hickory         | 30 iunie 1958   | Bikini Atoll    | 14 kilotone   | |
| Sequoia         | 1 iulie 1958    | Enewetak        | 5.2 kilotone  | |
| Cedar           | 2 iulie 1958    | Bikini Atoll    | 220 kilotone  | |
| Dogwood         | 5 iulie 1958    | Enewetak        | 397 kilotone  | |
| Poplar          | 12 iulie 1958   | Bikini Atoll    | 9.3 megatone  | Cea mai mare detonare din seria Dominic, a 5-a detonare din toate testările efectuate de Statele Unite ale Americii                   |
| Scaevola        | 14 iulie 1958   | Enewetak        | zero          | Încarcatură zero - Test de siguranță                                                                                                  |
| Pisonia         | 17 iulie 1958   | Enewetak        | 255 kilotone  | |
| Juniper         | 22 iulie 1958   | Bikini Atoll    | 65 kilotone   | Ultimul test pe Bikini Atoll |
| Olive           | 22 iulie 1958   | Enewetak        | 202 kilotone  | |
| Pine            | 26 iulie 1958   | Enewetak        | 2 megatone    | Versiunea "Clean" Mark-41 design, încarcatura fiind vehiculată ca fiind sub 4-6 megatone.                                             |
| Teak            | 1 Aug., 1958    | Johnston Island | 3.8 megatons  | Testarea efectelor ABM, lansate de Redstone ballistic missile. Calcul greșit a dus la detonarea în apropierea site-urilor de lansare. |
| Quince          | 6 Aug., 1958    | Enewetak        | zero          | Testare eșuată |
| Orange          | 12 Aug., 1958   | Johnston Island | 3.8 megatons  | Testarea efectelor ABM, lansate de Redstone ballistic missile.                                                                        |
| Fig             | 18 Aug., 1958   | Enewetak        | 0.02 kilotons | Testul final la Enewetak |

## Hardtack II - Detaliile detonărilor
| Numele Testului | Data               | Locația      | Încarcatura     | Note                        |
| --------------- | ------------------ | ------------ | --------------- | --------------------------- |
| Otero           | 12 septembrie 1958 | NTS Area 3q  | 0.038 kilotone  | 1PT, testare eșuată         |
| Bernalillo      | 17 septembrie 1958 | NTS Area 3h  | 0.015 kilotone  | 1PT; testare nesigură       |
| Eddy            | 19 septembrie 1958 | NTS Area 7b  | 0.083 kilotone  | Lovitura de balon           |
| Luna            | 21 September, 1958 | NTS Area 3m  | 0.0015 kilotons | 1PT; testare nesigură       |
| Mercury         | 23 septembrie 1958 | NTS Area 12f | necunoscută     | 1PT                         |
| Valencia        | 26 septembrie 1958 | NTS Area 3r  | 0.002 kilotone  | 1PT                         |
| Mars            | 28 septembrie 1958 | NTS Area 12f | 0.013 kilotone  | 1PT                         |
| Mora            | 29 septembrie 1958 | NTS Area 7b  | 2 kilotone      | Testare eșuată              |
| Hidalgo         | 5 octombrie 1958   | NTS Area 7b  | 0.077 kilotone  | Testare eșuată              |
| Colfax          | 5 octombrie 1958   | NTS Area 3k  | 0.0055 kilotone | 1PT; Testare eșuată         |
| Tamalpais       | 8 octombrie 1958   | NTS Area 12b | 0.072 kilotone  |                             |
| Quay            | 10 octombrie 1958  | NTS Area 7c  | 0.079 kilotone  | tower shot                  |
| Lea             | 13 octombrie 1958  | NTS Area 7b  | 1.4 kilotone    | Testare eșuată              |
| Neptune         | 14 octombrie 1958  | NTS Area 12c | 0.115 kilotone  | 1pt; Testare eșuată         |
| Hamilton        | 15 octombrie 1958  | NTS Area 5   | 0.0012          | tower shot; Testare eșuată  |
| Logan           | 16 octombrie 1958  | NTS Area 12e | 5 kilotone      |                             |
| Dona Ana        | 16 octombrie 1958  | NTS Area 7b  | 0.037 kilotone  |                             |
| Vesta           | 17 octombrie 1958  | NTS Area 9e  | 0.024 kilotons  | 1pt; surface shot; failed   |
| Rio Arriba      | 18 octombrie 1958  | NTS Area 3s  | 0.090 kilotone  | tower shot                  |
| San Juan        | 20 octombrie 1958  | NTS Area 3p  | "zero"          | 1pt                         |
| Socorro         | 22 octombrie 1958  | NTS Area 3b  | 6 kilotone      | Lovitura de balon           |
| Wrangell        | 22 octombrie 1958  | NTS Area 5   | 0.115 kilotone  | Testare eșuată              |
| Oberon          | 22 octombrie 1958  | NTS Area 8a  | "zero"          | 1pt                         |
| Rushmore        | 22 octombrie 1958  | NTS Area 9a  | 0.188 kilotone  | Testare eșuată              |
| Catron          | 24 octombrie 1958  | NTS Area 3T  | 0.021 kilotone  | 1pt; Testare eșuată         |
| Juno            | 24 octombrie 1958  | NTS Area 9f  | 0.0017 kilotone | 1pt, detonare la suprafață  |
| Ceres           | 26 octombrie 1958  | NTS Area 3b  | 0.0007 kilotone | 1pt; tower shot             |
| Sanford         | 26 octombrie 1958  | NTS Area 5   | 4.9 kilotone    | Lovitura de balon           |
| De Baca         | 26 octombrie 1958  | NTS Area 7b  | 2.2 kilotone    | Lovitura de balon           |
| Chavez          | 27 octombrie 1958  | NTS Area 3u  | 0.0006 kilotone | 1pt; Testare eșuată         |
| Evans           | 29 octombrie 1958  | NTS Area 12b | 0.055 kilotone  | Testare eșuată              |
| Mazama          | 29 octombrie 1958  | NTS Area 9   | "zero"          | Testare eșuată              |
| Humbodt         | 29 octombrie 1958  | NTS Area 3v  | 0.0078 kilotone | tower shot                  |
| Santa Fe        | 30 octombrie 1958  | NTS Area 7b  | 1.3 kilotone    | Lovitura de balon           |
| Ganymede        | 30 octombrie 1958  | NTS Area 9g  | "zero"          | 1pt; detonare la suprafață  |
| Blanca          | 30 octombrie 1958  | NTS Area 12e | 22 kilotone     | largest test on Hardtack II |
| Titania         | 30 octombrie 1958  | NTS Area 3c  | 0.0002 kilotone | 1pt; tower shot             |